# انسولین لنت

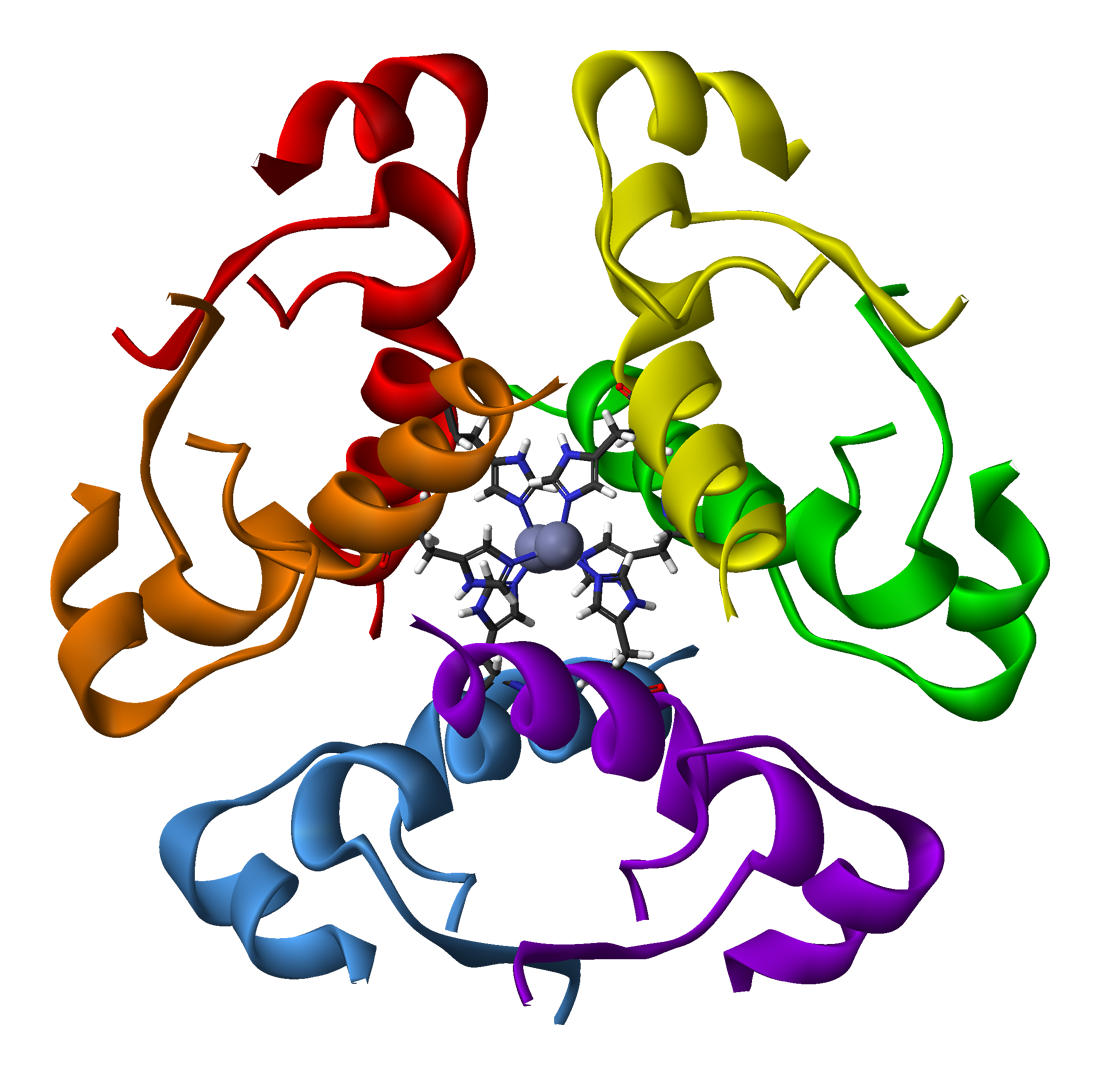
نمایی از هگزامر انسولین

انسولین لنت (انگلیسی: Lente insulin) یک انسولین میان مدت بود که دیگر در بیماران استفاده نمی‌شود.  شروع انسولین لنت یک تا دو ساعت پس از تجویز دوز است و بیشینه اثر آن تقریباً 8 تا ۱۲ ساعت پس از تجویز است که برخی از اثرات آن بیش از ۲۴ ساعت طول می‌کشد.